# Saint-Germain (Haute-Saône)
Saint-Germain település Franciaországban, Haute-Saône megyében. Lakosainak száma 1369 fő (2022. január 1.). Saint-Germain Lantenot, Franchevelle, Froideterre, Linexert, Lure, Mélisey és La Neuvelle-lès-Lure községekkel határos.

## Népesség
A település népessége az elmúlt években az alábbi módon változott:
| Lakosok száma | 1352 | 1345 | 1375 | 1344 | 1347 | 1353 | 1355 | 1364 | 1369 |
|               | 2013 | 2015 | 2016 | 2017 | 2018 | 2019 | 2020 | 2021 | 2022 |